# Le Doute en plein cœur
Pour les articles homonymes, voir En plein cœur et Cœur.
Pour plus de détails, voir Fiche technique et Distribution.
Le Doute en plein cœur (Living in Fear) est un téléfilm américain réalisé par Martin Kitrosser et diffusé en 2001 à la télévision.

## Synopsis
Un homme, qui revient dans sa maison d'enfance pour la lecture d'un testament, rencontre de l'hostilité de la part de nombreuses personnes. Mais est-ce que ces personnes le connaissent mieux que sa propre femme ?

## Fiche technique
- Scénario : Martin Kitrosser
- Durée : 90 minutes
- Pays :  États-Unis

## Distribution
- Marcia Cross (VF : Blanche Ravalec) : Rebecca Hausman
- William R. Moses (VF : Jean-Philippe Puymartin)[1] : Chuck Hausman
- Daniel Quinn : Art
- Katherine Helmond : Madame Ford
- John Saxon : Révérend Leo Hausman
- Brandon Maggart : Pete Gromek
- Jack McGee : Cliff Bartok
- Christopher Kriesa : Lyle Pointer
- Donald Craig : John Wilkerson
- Michele Scarabelli (en) : Jeanine Blaylock
- Ted Haler : Stuart Blaylock
- Cyndy Preston : Mary Hausman
- Evan Ellingson : Chuck à 12 ans
- Davis Mikaels : Chuck à 20 ans
- Pete Sepenuk